# Fisalia (sous-marin, 1912)
Pour les articles homonymes, voir Fisalia (sous-marin).
Le Fisalia est un sous-marin de la classe Medusa, en service dans la Regia Marina lancé au début des années 1910 et ayant servi pendant la Première Guerre mondiale.

## Caractéristiques
La classe Medusa déplaçait 250 tonnes en surface et 305 tonnes en immersion. Les sous-marins mesuraient 45,15 mètres de long, avaient une largeur de 4,2 mètres et un tirant d'eau de 3 mètres. Ils avaient une profondeur de plongée opérationnelle de 40 mètres. Leur équipage comptait 2 officiers et 19 sous-officiers et marins. 
Pour la navigation de surface, les sous-marins étaient propulsés par deux moteurs diesel FIAT de 325 chevaux-vapeur (cv) (239 kW) chacun  entraînant deux arbres d'hélices. En immersion, chaque hélice était entraînée par un moteur électrique  Savigliano de 150 chevaux-vapeur (110 kW). Ils pouvaient atteindre 12,5 nœuds (23,1 km/h) en surface et 8,2 nœuds (15,1 km/h) sous l'eau. En surface, la classe Medusa avait une autonomie de 1 200 milles nautiques (2 222 km) à 8 noeuds (14,8 km/h); en immersion, elle avait une autonomie de 54 milles nautiques (100 km) à 6 noeuds (11,1 km/h).
Les sous-marins étaient armés de deux tubes lance-torpilles à l'avant de 45 centimètres, pour lesquels ils transportaient un total de 4 torpilles.

## Construction et mise en service
Le Fisalia est construit par le chantier naval Orlando de Livourne en Italie, et mis sur cale le 3 octobre 1910. Il est lancé le 25 février 1912 et est achevé et mis en service le 13 septembre 1912. Il est commissionné le même jour dans la Regia Marina.

## Historique
Dans la première phase de sa vie opérationnelle, le Fisalia est employé au nord de la mer Tyrrhénienne, effectuant quelques croisières d'entraînement, faisant fréquemment escale dans les ports sardes,. Appartenant au IIe Escadron de sous-marins, il est basé à La Maddalena en 1914.
Peu avant l'entrée de l'Italie dans la Première Guerre mondiale,il est transféré à Venise, sous le commandement du lieutenant de vaisseau (tenente di vascello) Virgilio Goj,,.
De 1915 à 1917, pendant la guerre, il est utilisé à des fins offensives dans les eaux côtières des territoires de l'Empire austro-hongrois,.
Les 1er et 2 novembre 1916, il est envoyé dans la zone du canal de Fažana pour soutenir une attaque du Xe Flottiglia MAS qui devait y avoir lieu.
En janvier 1917, elle est commandée par le lieutenant de vaisseau Martinelli.
En décembre 1917, il est transféré au Ier escadron et déployé à Porto Corsini, pour la défense de cette partie de la côte, sous le commandement du lieutenant de vaisseau Mario Menini,.
Désarmé le 26 mars 1918, il est radié quelques mois plus tard et mis au rebut.